# Craterium
Craterium is een geslacht van plasmodiale slijmzwammen in de familie Physaraceae.

## Kenmerken
De vruchtlichamen zijn ongeveer zittend tot gesteelde sporocarps met een bol-, kelk- of komvormige vorm. Het peridium bestaat uit een of twee vergroeide lagen, waarvan de bovenste helft meestal als een deksel wordt afgebakend, zodat na opening een diepe beker overblijft.
Het bestaat uit kalkachtige knooppunten die met elkaar zijn verbonden door doorschijnende draden. De knooppunten clusteren meestal in het midden van het vruchtlichaam om een pseudocolumella te vormen. Af en toe wordt ook een columella gevonden. De sporen zijn donkerbruin tot zwart van massa, met wratachtige of netvormige bramen op het oppervlak.

## Voorkomen
Craterium komt wereldwijd voor. In Nederland komt het conisch kalkbekertje (Craterium leucocephalum) en het witdekselkalkbekertje (Craterium minutum) vrij algemeen voor.

## Soorten
Volgens Index Fungorum telt het geslacht 14 sooten (peildatum september 2023):
| Soortnaam                                         | Auteur(s)                                  | Publicatiejaar |
| ------------------------------------------------- | ------------------------------------------ | -------------- |
| Craterium atrolucens                              | Flatau                                     | 1994           |
| Craterium aureomagnum (Goudgeel kalkbekertje)     | Hooff & Nann.-Bremek.                      | 1996           |
| Craterium aureonucleatum (Goudhartkalkbekertje)   | Nann.-Bremek.                              | 1961           |
| Craterium aureum (Citroengeel kalkbekertje)       | (Schumach.) Rostaf.                        | 1875           |
| Craterium brunneum                                | Nann.-Bremek.                              | 1973           |
| Craterium costatum                                | Dhillon & Nann.-Bremek.                    | 1977           |
| Craterium dictyosporum (Purperbruin kalkbekertje) | (Rostaf.) H. Neubert, Nowotny & K. Baumann | 1995           |
| Craterium leucocephalum (Conisch kalkbekertje)    | (Pers. ex J.F. Gmel.) Ditmar               | 1813           |
| Craterium microcarpum                             | H.Z. Li, Yu Li & Shuang L. Chen            | 1993           |
| Craterium minutum (Witdekselkalkbekertje)         | (Leers) Fr.                                | 1829           |
| Craterium muscorum                                | Ing                                        | 1982           |
| Craterium obovatum (Netkalkbekertje)              | Peck                                       | 1873           |
| Craterium reticulatum                             | Nann.-Bremek. & Y. Yamam.                  | 1987           |
| Craterium yichunense                              | S.Y. Liu, F.Y. Zhao & Y. Li                | 2018           |